# Marettimo
Marettimo ist eine der Ägadischen Inseln im Mittelmeer vor der Westküste Siziliens. Administrativ gehört Marettimo als Fraktion zur Gemeinde Favignana im Freien Gemeindekonsortium Trapani der Autonomen Region Sizilien.
Marettimo ist mit einer Fläche von 12,3 km² die zweitgrößte der Ägadischen Inseln. Ihre höchste Erhebung ist der Monte Falcone mit einer Höhe von 686 m s.l.m. Marettimo hat 684 Einwohner (Stand Volkszählung 2011). Sie leben vom Fischfang, vom traditionellen Kunsthandwerk und zunehmend vom Tourismus.

## Geschichte Marettimos

### Antike

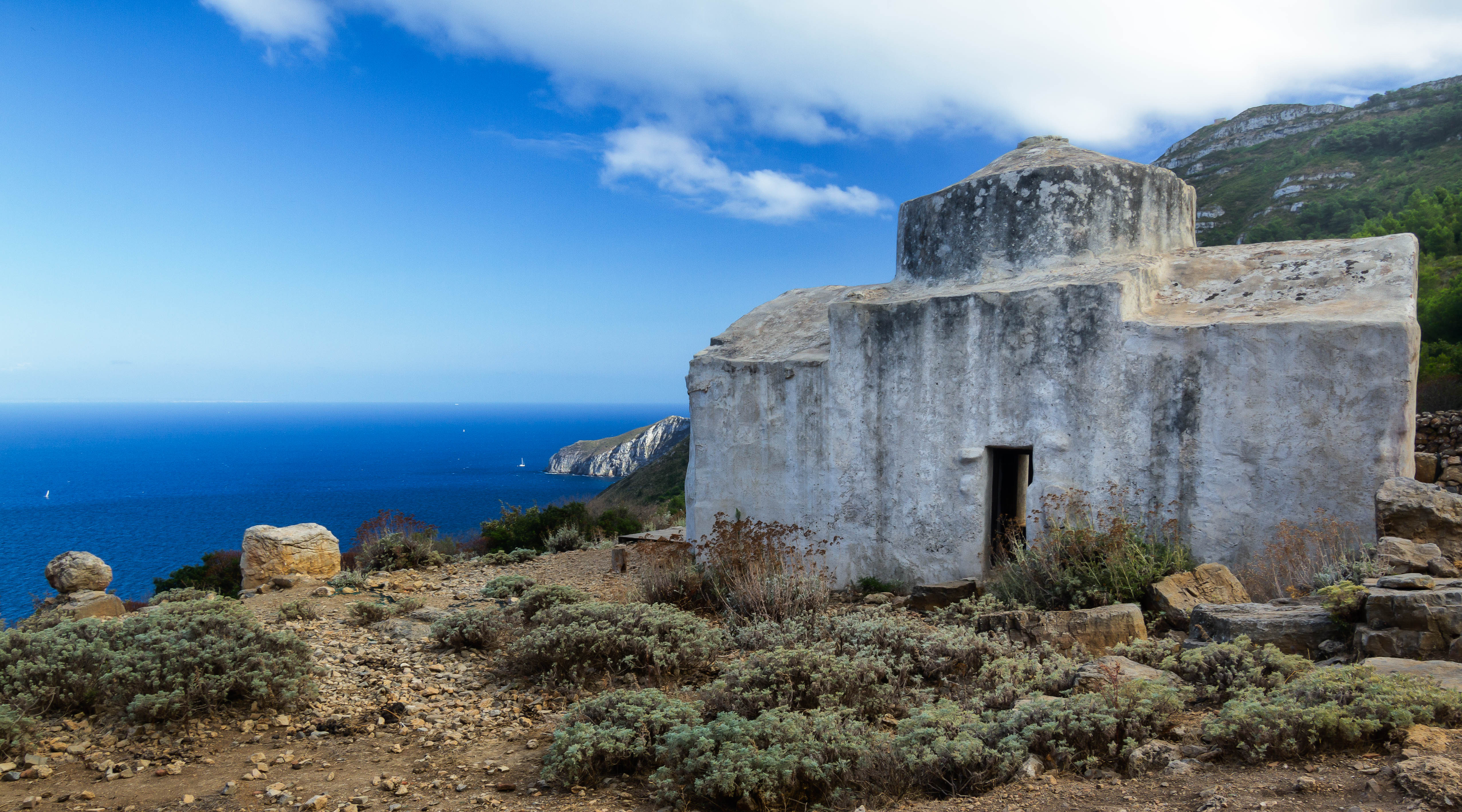
Case Romane auf Marettimo

Reste menschlicher Besiedlung finden sich auf Marettimo bereits aus der griechisch-römischen Antike. Allerdings ist über die frühantike Geschichte Marettimos wenig bekannt. Der alt-griechische Name der Insel war „Hiera“ und der Homer-Übersetzer Samuel Butler vermutet Marettimo als Heimatinsel des Odysseus, dessen Irrfahrten in der berühmten Odyssee beschrieben werden. Butlers These bleibt aber, wie die Herkunft Odysseus allgemein, höchst umstritten. Zweifelsfrei nachgewiesen haben archäologische Funde dagegen eine römische Besiedelung. So diente Marettimo der römischen Marine als vorgelagerter Beobachtungspunkt vor der Küste Siziliens. Wegen seiner strategisch bedeutenden Lage zwischen Nordafrika und dem italienischen Festland spielte Marettimo eine wohl nicht unbedeutende Rolle als Beobachtungspunkt in den punischen Kriegen zwischen den Römern und der phönizischen Metropole Karthago. Noch heute liefert die römische Befestigung „Casa Romana“, die frei zugänglich besucht werden kann, ein Zeugnis dieser antiken Zeiten hoch über Marettimos Küste.

### Mittelalter
Seit dem Niedergang des weströmischen Reichs blieb das Schicksal Marettimos eng mit der wechselhaften Geschichte Siziliens verbunden. Am Ausgang der Spätantike um 500 n. Chr. eroberten die Vandalen Sizilien und die Ägadischen Inseln Marettimo, Favignana und Levanzo, zusammen mit den ehemals römischen Provinzen in Nordafrika. Die Herrschaft der Westgoten wurde wiederum von den arabischen Sarazenen beendet. Mit der Herrschaft der Normannen über Sizilien, die sich der Insel im 11. Jahrhundert bemächtigten, beginnt die Phase der christlichen Herrscher über Marettimo. Auch aus dieser Zeit liefert ein militärgeschichtliches Relikt Zeugnis. Die normannische Festung „Punta Troia“ kann auf der Sizilien zugewandten Seite der Insel besichtigt werden.

### Frühe Neuzeit und Moderne
Nach einer Phase ständig wechselnder Herrscher im Spiel der europäischen Großmächte wurde Marettimo 1861 im Zuge der „Befreiung“ Siziliens unter Giuseppe Garibaldis, dem Helden der italienischen Einigungsbewegung, in das italienische Königreich integriert. Als 1946 Sizilien zu einer autonomen Region innerhalb der Republik Italien wurde, erhielt auch Marettimo die umfassende Selbstverwaltungsrechte Siziliens im italienischen Nationalstaatsgefüge. Nach dem Zweiten Weltkrieg, in dem Marettimo im Gegensatz zu den anderen Ägadischen Inseln von Bombenangriffen der Alliierten verschont geblieben war, verließen viele Einwohner Marettimo auf der Suche nach ertragreicheren, wirtschaftlichen Betätigungsmöglichkeiten auf Sizilien oder dem Festland. Bis dahin lebten die meisten Einwohner Marettimos, neben dem traditionellen Kunsthandwerk, fast ausschließlich von der Fischereiwirtschaft. Erst in neuester Zeit konnte der Trend zur Abwanderung, vor allem dank der touristischen Erschließung der Insel, eingedämmt werden.